# Wohnhaus Grabhorststraße 32
Das Wohnhaus Grabhorststraße 32, Ecke Steinstraße, (ehemals Herrenhaus) in Twistringen-Altenmarhorst, drei Kilometer nordwestlich vom Kernort, stammt aus dem 20. Jahrhundert.
Das Gebäude steht unter Denkmalschutz (Siehe auch Liste der Baudenkmale in Twistringen).

## Beschreibung und Geschichte
Das zweigeschossige verklinkerte historisierende neogotische Gebäude mit Satteldach, Treppengiebel mit Fialen, Gesimsen, markantem Dachhaus mit Giebel, Erker am Giebel und dem dreigeschossigen Türmchen wurde 1903 im Stil brandenburgischer Spätgotik als Herrenhaus der Ziegelei für den Ziegeleieigentümer Otto Sander gebaut. Das Haus mit 400 m² Wohnfläche ist voll unterkellert und zeigt auch einige Jugendstilelemente. Prominente Besucher waren u. a. Wilhelm Busch und Familie Küppersbusch vom gleichnamigen Küchengerätehersteller.
Ein Enkel von Sander verkaufte das Anwesen an die Töpfer-Familie Nina und Josef Grohe, die das Haus für die Familie instand setzten. Das Haus wechselte 2022 den Eigentümer und wurde erneut renoviert.
Ziegelei
Daneben steht die Ziegelei Sander aus dem 19. Jahrhundert, die bis 1992 betrieben wurde und dann leer stand. Bei der Alten Ziegelei fand 2004 ein Dampfziegelmarkt statt und seit 2005 eine Nutzung als Konzerthaus für Events, Hallenkonzerte und seit 2011 jährlich für ein dreitägiges Open-Air-Konzert. Der Verein Freunde der alten Ziegelei betreut dieses Anwesen.